# Schultesiophytum
Schultesiophytum é um género botânico pertencente à família Cyclanthaceae.
1. ↑  «Schultesiophytum — World Flora Online». www.worldfloraonline.org. Consultado em 19 de agosto de 2020